# 鷲敷町
鷲敷町（わじきちょう）は、かつて徳島県の南西部に存在した町である。那賀郡に属した。合併により現在は那賀町の一部となるが、同町の発足まで106年間一度も合併を経験しなかった。

## 歴史
- 1889年（明治22年）10月1日 - 自然村の那賀郡和食町・和食村・土佐町・小仁宇村・仁宇村・阿井村・百合村・百合谷村・中山村が合併、町村制を施行し、行政村の那賀郡鷲敷村成立[1]。
- 1908年（明治41年）7月20日 - 町制を施行し鷲敷町となる[1]。
- 1970年（昭和45年）8月 - 町章を制定する[2]。
- 2005年（平成17年）3月1日 - 郡内相生町・上那賀町・木沢村・木頭村と合併し鷲敷町は消滅。同域に那賀町を新設。

## 行政

### 町長
- 弓長清一
- 助岡克則
- 日下正隆

## 行政組織

### 警察
- 鷲敷警察署（現阿南警察署那賀交番）

### 消防
- 海部消防組合（現那賀町消防本部）

## 姉妹都市・提携都市

### 国内
- 音別町（北海道）
  - 友好都市提携は、鷲敷町に大塚製薬、音別町に大塚食品と、両町に大塚グループの工場があることに由来する。

## 教育

### 学校教育

#### 高等学校
- 徳島県立那賀高等学校

#### 中学校
- 鷲敷町立鷲敷中学校（現那賀町立鷲敷中学校）

#### 小学校
- 鷲敷町立鷲敷小学校（現那賀町立鷲敷小学校）
- 鷲敷町立阿井小学校（2006年廃校）
- 鷲敷町立中山小学校（1971年廃校）

#### 幼稚園
- 鷲敷町立鷲敷幼稚園
- 鷲敷町立阿井幼稚園

#### 学校教育以外の施設
保育所
- 鷲敷町立鷲敷保育園
- 鷲敷町立阿井保育園
- 鷲敷町立中山保育園

### 社会教育

#### 図書館
- 図書館法上の図書館は無い。

#### 公民館
- 鷲敷町立鷲敷中央公民館（現那賀町立鷲敷中央公民館）

## 交通

### 鉄道
町内を鉄道路線は通っていない。最寄り駅は、JR牟岐線桑野駅。

### バス
- 徳島バス

### 航路
- なし

### 道路

#### 高速道路
- なし

#### 一般国道
- 国道195号

#### 県道
- 徳島県道19号阿南鷲敷日和佐線
- 徳島県道283号和食勝浦線
- 徳島県道291号竹ガ谷鷲敷線

#### 道の駅
- わじき（国道195号）
- 鷲の里（徳島県道19号阿南鷲敷日和佐線）

## 観光

### 公共施設
- 虹の丘公園
- 道の駅鷲の里
- 道の駅わじき
- 徳島県立青少年の森
- 青少年野外活動センター

### 名所
- 鷲敷ライン
- 鷲敷七福神
- 太龍寺ロープウェイ
- わじき温泉

### 社寺・史跡
- 蛭子神社
- 仁宇八幡神社
- 持福院
- 蓮台寺
- 氷柱観音

### その他
- ホテル鷲の里
- 林間キャンプ村

### 催事
- カヌー大会
- エキサイティング・サマー・イン・ワジキ
- 歩け歩け大会
- 文化祭

## 町出身の有名人
- 中郷大樹（元プロ野球選手）
- 龍田美咲（元女子プロ野球選手）
- 亀代順哉（プロゴルファー）
- 田中宣宗（俳優）

## 関連文献
- 『鷲敷町史』徳島県那賀郡鷲敷町、1927年。NDLJP:1191391。